# Marvin Wanitzek
Marvin Wanitzek (Bruchsal, Alemania, 7 de mayo de 1993) es un futbolista alemán que juega en el Karlsruher SC de la 2. Bundesliga de Alemania.
El 29 de noviembre de 2015 hizo su debut en la Bundesliga con el primer equipo del VfB Stuttgart contra el Borussia Dortmund.[cita requerida]

## Clubes
| Club                | País     | Año       |
| ------------------- | -------- | --------- |
| FC Astoria Walldorf | Alemania | 2012-2013 |
| VfB Stuttgart II    | Alemania | 2013-2015 |
| VfB Stuttgart       | Alemania | 2015-2017 |
| Karlsruher SC       | Alemania | 2017-     |